# وادي سيجي
وادي سيجي هو مجرى مائي موسمي في جبال الحجر بالفجيرة في الإمارات العربية المتحدة. يمتد الوادي من مدينة الذيد بالشارقة إلى مدينة مسافي الجبلية، حيث يلتقي بوادي حام ووادي العبادلة. لطالما كان طريقًا استراتيجيًا يربط بين الداخل والساحل الشرقي لدولة الإمارات العربية المتحدة.

## الحيز
يقع سد الوادي في قرية سيجي، حيث تبلغ سعة تخزين المياه في وادي سيجي «السد القديم» 1.2 مليون متر مكعب. تم بناء السد في السبعينيات، ويبلغ ارتفاعه 10 أمتار وعرضه 500 متر. مثل العديد من الوديان في جبال الحجر، فإن وادي سيجي عرضة للفيضانات الموسمية المفاجئة وارتفاع منسوب المياه وتسبب عقواقب مأساوية في بعض الأحيان. في عام 2001، أمر رئيس دولة الإمارات العربية المتحدة الشيخ زايد آل نهيان ببناء ثلاثة سدود أخرى في سيجي، لتوفير الموارد المائية لـ 312 منزلاً و210 مزرعة في المنطقة كجزء من مشروع تطوير البنية التحتية للمياه الوطنية بقيمة 250 مليون درهم.
تعد المنطقة وجهة سياحية بيئية شهيرة.
القرية هي موقع مجلس سيجي المجتمعي، الذي افتتحه ولي عهد الفجيرة في عام 2017، وهو أحد الاستثمارات الحكومية العديدة في البنية التحتية الريفية التي حسنت الاتصالات والطرق والمرافق. من المقرر أن تمر شبكة سكة حديد الاتحاد المخطط لها عبر وادي سيجي ومن المقرر إنشاء مرفق شحن في سيجي كجزء من المرحلة الثانية من إطلاق الشبكة.
توجد عدد من الكسارات والمقالع في جميع أنحاء وادي سيجي والجبال المحيطة به. عُثر على نقوش حجرية ومقابر في وادي سيجي، مع وجود نقوش صخرية تصور بشكل ملحوظ الخيول والفرسان. كما عُثر على بقايا مشغولات نحاسية قديمة في المنطقة، ولا سيما في رافد وادي سيجي وادي العشواني.